# Chatuna Samnidse

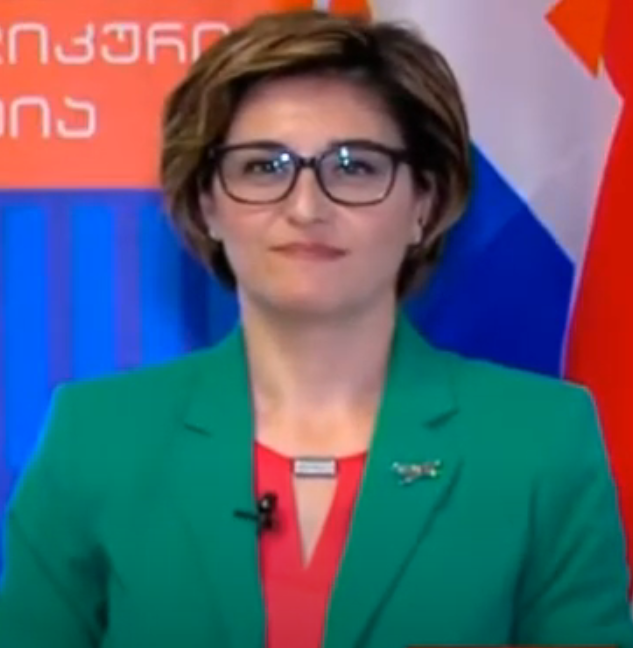
Chatuna Samnidse, 2017

Chatuna Samnidse (georgisch ხათუნა სამნიძე, auch transkribiert als Khatuna Samnidze, * 28. November 1978 in Batumi, Georgische Sozialistische Sowjetrepublik, Sowjetunion) ist eine georgische Politikerin und Vorsitzende der Republikanischen Partei Georgiens (SRP).

## Leben
Samnidse schloss 2003 ein Studium des Managements an der Otto-von-Guericke-Universität Magdeburg ab. Von 2004 bis 2008 war sie Mitglied des Parlaments der Autonomen Republik Adscharien. Der SRP gehört sie seit 2005 an.
Von 2010 bis 2013 war sie Programmkoordinatorin der Heinrich-Böll-Stiftung für den Südkaukasus. Seit 2013 ist sie Parteivorsitzende der Republikaner. Von 2014 bis 2017 gehörte sie dem Stadtrat (Sakrebulo) von Tiflis an. Bei der Wahl 2020 wurde sie über die gemeinsame Liste der Vereinten Nationalen Bewegung und der SRP in das Parlament Georgiens gewählt. Sie Vorsitzende der parlamentarischen Gruppe Reformgruppe und Mitglied im Ausschuss für Wirtschaft.
Zur Parlamentswahl 2024 kandidiert sie auf der Liste der Koalition für den Wandel.